# Somatidia pictipes
Somatidia pictipes là một loài bọ cánh cứng trong họ Cerambycidae.